# Def-Use-Kette
Eine Def-Use-Kette ist eine Datenstruktur, die aufeinanderfolgende Paare von Schreib- und Lesezugriffen einer Variablen beschreibt.
Im Rahmen des Software Engineerings werden beim White-Box-Testing mittels Def-Use-Ketten Datenflusstests durchgeführt, welche das Durchlaufen von Code mittels Testwerten für Variablen ermöglichen.

## Anwendungsbeispiel
Im Folgenden soll eine Def-Use-Kette für die Variable "d" erzeugt werden.
Der nachfolgende Code findet den größten gemeinsamen Teiler (GGT) zweier Zahlen "a" und "b" und ist in Java implementiert.
```
 
public
 
int
 
ggt
(
int
 
a
,
 
int
 
b
){

    
int
 
c
 
=
 
a
;

    
int
 
d
 
=
 
b
;

    
if
(
c
 
==
 
0
)

       
return
 
d
;

    
while
(
d
 
!=
 
0
){

       
if
(
c
 
>
 
d
)

          
c
 
=
 
c
 
-
 
d
;

       
else

          
d
 
=
 
d
 
-
 
c
;

    
}

    
return
 
c
;

 
}

```

Um alle Def-Use-Ketten für die Variable "d" zu erzeugen, ist folgendermaßen vorzugehen:
1. Ermitteln des ersten Schreibzugriffes (Definition der Variablen)
In diesem Fall entspricht dies der Zuordnung "d=b" (Zeile 3)
2. Ermitteln des ersten Lesezugriffes
In diesem Fall entspricht dies der Anweisung "return d"
3. Aufschreiben dieser Information im folgenden Stil:
[Name der untersuchten Variablen, konkreter Schreibzugriff, konkreter Lesezugriff]
In diesem Fall entspricht dies [d, d=b, return d]

Nun werden diese Schritte wiederholt, wobei jeder Schreibzugriff mit jedem Lesezugriff der untersuchten Variablen verbunden wird.
Das Ergebnis ist dann:
1. [d, d=b, return d]
2. [d, d=b, while(d!=0)]
3. [d, d=b, if(c>d)]
4. [d, d=b, c=c-d]
5. [d, d=b, d=d-c]
6. [d, d=d-c, while(d!=0)]
7. [d, d=d-c, if(c>d)]
8. [d, d=d-c, c=c-d]
9. [d, d=d-c, d=d-c][2]